# Rode langoer
De rode langoer (Presbytis rubicunda)  is een zoogdier uit de familie van de apen van de Oude Wereld (Cercopithecidae). De wetenschappelijke naam van de soort werd voor het eerst geldig gepubliceerd door Müller in 1838.

## Voorkomen
De soort komt voor op een groot deel van Borneo, in Brunei, Indonesië en Maleisië.